# Villeta (kommun)
Villeta är en kommun i Colombia.   Den ligger i departementet Cundinamarca, i den centrala delen av landet, 60 km nordväst om huvudstaden Bogotá. Antalet invånare är 24 340. Arean är 141 kvadratkilometer.
Terrängen i Villeta är kuperad åt nordost, men åt sydväst är den bergig.